# 六帶擬唇魚
六帶擬唇魚又稱擬唇魚、六帶擬鸚鯛，俗名六線龍、汕冷仔，為輻鰭魚綱鱸形目隆頭魚亞目隆頭魚科的其中一種。

## 分布
本魚印度太平洋區，包括紅海、東非、模里西斯、馬爾地夫、塞席爾群島、琉球群島、台灣、菲律賓、印尼、馬來西亞、新幾內亞、新喀里多尼亞、澳洲、马里亚纳群岛、馬紹爾群島、密克羅尼西亞、帛琉、索羅門群島、斐濟群島、諾魯、萬那杜、法屬玻里尼西亞、東加、吉里巴斯、吐瓦魯等海域。

## 深度
水深2~35公尺。

## 特徵
本魚體延長而側扁，魚體呈紫紅色，體側有6條橙色縱紋。頭尖；吻尖。口小；上頜前方具 3對小犬齒，其後每側具一大向後彎曲之犬齒，下頜具一列犬齒；前鰓蓋角緣具一膜瓣，上緣常具小鋸齒。背鰭上亦有一條橙色紋。在有橙紋處的體色略帶藍色。尾鰭則為黃綠色；尾柄上有一黑色或藍色的圓形眼斑，臀鰭基部有一條藍色條紋，腹鰭上有一條藍色條紋。。眼上則有2條白色平行紋。背鰭硬棘9枚、背鰭軟條11~12枚、臀鰭硬棘3枚、臀鰭軟條9枚。體長可達10公分。

## 生態
本魚為小型的隆頭魚，通常都在珊瑚的分枝間活動，以小型甲殼類為主食，生性機警常躲在珊瑚中所以不易被發覺。在日本伊豆群島，產卵發生在日落之前，成對的成魚會快速沖向水面產卵，這種衝刺的速度降低了被其他魚類捕食的風險。夜間睡覺會在珊瑚礁洞穴分泌黏液，形成一個粘液繭，來幫助保護它免受夜間捕食者的侵害。

## 經濟利用
體色鮮艷，適合做為觀賞魚。